# Chiesa di Santo Stefano (Novella, Italia, Revò)
La chiesa di Santo Stefano è la parrocchiale di Revò, frazione di Novella, in provincia ed arcidiocesi di Trento; fa parte della zona pastorale delle Valli del Noce.

## Storia
La prima citazione della pieve di Revò si trova in un documento che risale al 1128. Sembra che nel 1323 la chiesa sia stata riedificata. Attorno al 1480 la torre campanaria venne restaurata.  

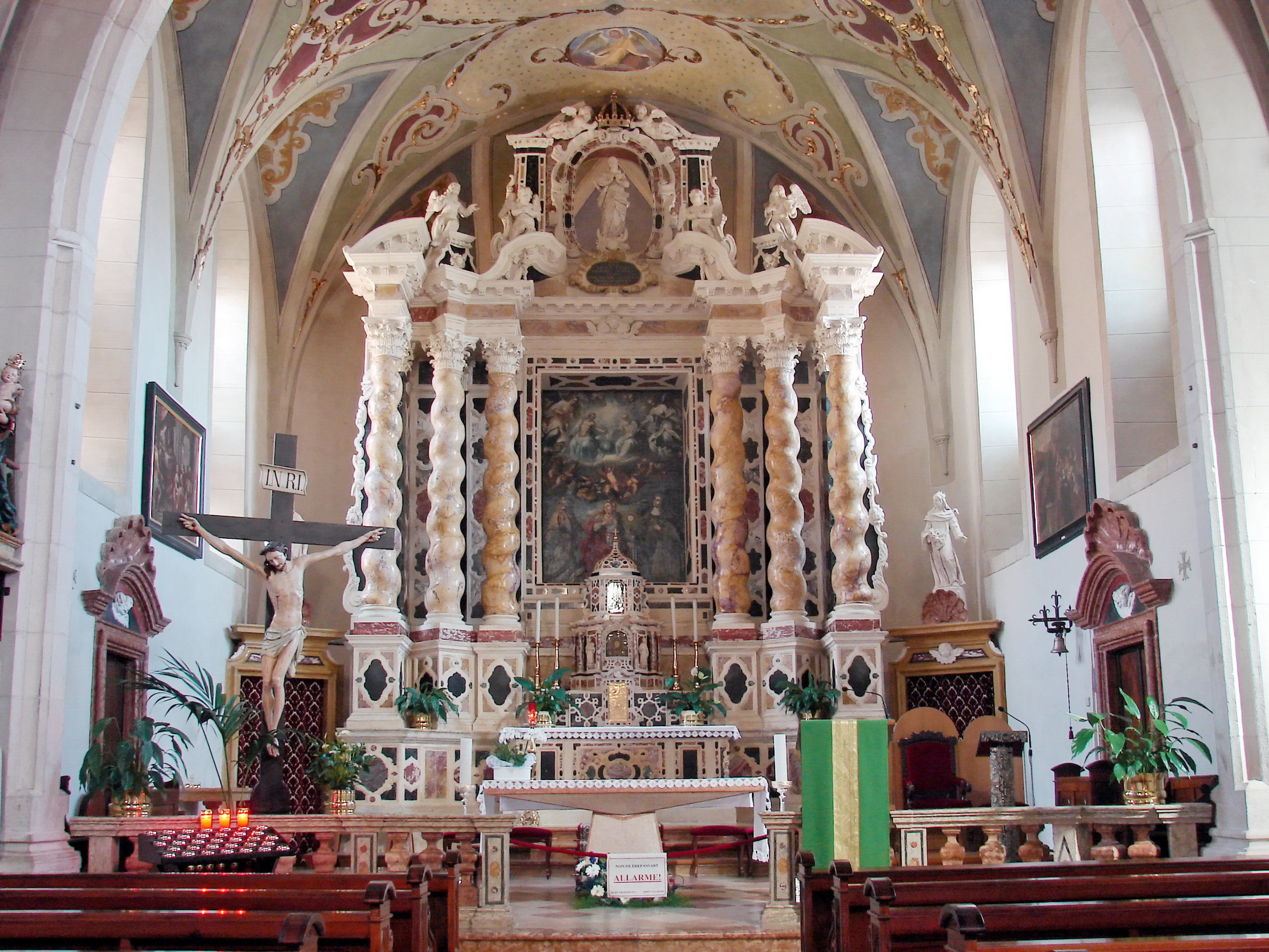
L'interno

 L'attuale parrocchiale venne costruita all'inizio del XVI secolo. 
Nel 1519  Michael Edelmann von Ulm realizzò il portale maggiore mentre quelli laterali furono costruiti nel 1558. Nel frattempo, nel 1534, venne fusa la campana maggiore della torre, nota col nomignolo di Stefana, pesante 29 quintali. Nel 1624 fu riedificato il presbiterio. Tra il 1685 e il 1688 la sagrestia fu ampliata e rimaneggiata. Nel 1781 la torre campanaria, essendo stata danneggiata da eventi atmosferici, venne ristrutturata su progetto del comasco Pietro Bianchi. Nel 1889 fu rifatta la pavimentazione della sala e all'inizio del XX secolo gli interni vennero arricchiti con un nuovo impianto decorativo.
Tra gli anni settanta e ottanta l'edificio fu oggetto di ristrutturazione.

## Interno
Opere di pregio conservate all'interno della chiesa sono gli affreschi raffiguranti Scene della vita di Santo Stefano, dipinti nel 1910 da Sigismondo Nardi, l'altare maggiore, di Giovanni Merlo, collocato nella chiesa nel 1804, la pala seicentesca con la Lapidazione di Santo Stefano protomartire, forse di Antonio Zeni.